# Pedro de Chaves Cymbron Borges de Sousa
Pedro de Chaves Cymbron Borges de Sousa (Coimbra, 5 de agosto de 1898 - Ponta Delgada, 3 de janeiro de 1980), foi um engenheiro, gestor e político português.

## Biografia
Nascido em Coimbra, pelo facto de seu pai estar a acabar o curso de medicina, filho do Dr. Augusto Cymbron Borges de Sousa e de D. Mariana Rebelo de Chaves e Melo, era originário das mais ilustres e antigas famílias açorianas, sendo bisneto materno de Francisco Afonso da Costa Chaves e Melo e cunhado de Aires Jácome Correia.
Cavaleiro grã-cruz da Ordem de São Silvestre Papa (Santa Sé) .
Descendia em linha direta, com uma quebra de varonia de João Soares de Albergaria (c. 1415 - 1499) que foi o 2.º capitão do donatário nas ilhas de Santa Maria e de São Miguel, de Jean de Béthencourt, Baron of Saint-Martin-le-Gaillard e de Pero Anes do Canto.
Casou na ermida do solar de Santa Rosa de Viterbo, na freguesia de São Roque - Rosto de Cão, em Ponta Delgada, a 8 de fevereiro de 1930  com D. Maria Teresa de Freitas da Silva Oliveira, nascida na freguesia matriz de São Sebastião de Ponta Delgada, a 14 de setembro de 1908 e falecida na mesma freguesia a 31 de agosto de 2008. Filha de Albano de Azevedo Oliveira (Comendador da Ordem de Mérito Empresarial - Classe Mérito Industrial) e sua mulher D. Maria Teresa Cabral de Freitas da Silva.
Descendência:
- Augusto de Oliveira Cymbron Borges de Sousa
- Pedro Luís de Oliveira Cymbron
- António de Oliveira Cymbron
- Albano de Oliveira Cymbron
- José Maria de Oliveira Cymbron

## Percurso profissional
Licenciou-se em Engenharia Química Industrial, pelo Instituto Superior Técnico, tendo exercido os cargos de Engenheiro Assistente da União das Fábricas Açorianas de Álcool; Técnico do Laboratório Distrital de Ponta Delgada (1931-1942); Sócio fundador e Gerente da União das Armações Baleeiras de S. Miguel; Acionista fundador (1968) e administrador (1968-1973) da firma SAAGA – Sociedade Açoriana de Armazenagem de Gás, S.A.R.L; Sócio fundador (1973) e gerente (1973-1979) da firma SACOMIL – Sociedade Açoriana de Comércio e Indústria, Limitada, empresa proprietária da Cerâmica Leite, na Lagoa. 
Foi também Vice-provedor e Provedor da mesa da irmandade da Santa Casa da Misericórdia de Ponta Delgada (1940-1945); Sócio (1932-1964) e vice-presidente da Direção (1956-1957) da Academia Musical de Ponta Delgada; Sócio (1923-1980), secretário (1924) e vogal (1939-1940) da Direção do Clube Micaelense. 

## Percurso político
Politicamente exerceu diversos cargos tais como:
- Vereador da Câmara Municipal de Ponta Delgada (1933-1937 e 1959-1962)[8];
- Presidente da Junta Geral do Distrito Autónomo de Ponta Delgada (1950-1958)[8];
- Deputado à Assembleia Nacional nas IV, V e VI Legislaturas, tendo feito parte das comissões de Obras Públicas e Comunicações[8];
- Vice-presidente da comissão concelhia de Ponta Delgada da União Nacional (1942-1946);
- Presidente da Junta Distrital de Ponta Delgada da Causa Monárquica (1960-1980).